# Sainte-Eanne
Sainte-Eanne is een gemeente in het Franse departement Deux-Sèvres (regio Nouvelle-Aquitaine) en telt 594 inwoners (1999). De plaats maakt deel uit van het arrondissement Niort.

## Geografie
De oppervlakte van Sainte-Eanne bedraagt 13,9 km², de bevolkingsdichtheid is 42,7 inwoners per km².
De onderstaande kaart toont de ligging van Sainte-Eanne met de belangrijkste infrastructuur en aangrenzende gemeenten.

## Verkeer en vervoer
In de gemeente ligt de spoorweghalte La Mothe-Saint-Héray.

## Demografie
Onderstaande figuur toont het verloop van het inwonertal (bron: INSEE-tellingen).